# Spoliatus ante omnia restituendus
Spoliatus ante omnia restituendus alla lettera al possessore che ha subito lo spoglio, occorre innanzitutto che sia reintegrato nel possesso.
La norma è la regola fondamentale delle azioni possessorie. L'origine proviene dal diritto canonico a favore di un vescovo "spogliato" dei beni della sua diocesi. Poi  è diventata una norma comune del diritto. 

## Diritto italiano

### Azione di reintegrazione (o di spoglio)
La persona che sia stata privata, in modo violento, cioè senza la sua volontà o in modo clandestino, cioè occulto, del possesso di una cosa, può ottenere che il giudice ordini a chi se ne sia impossessato di restituirgliela immediatamente.
Per ottenere ciò, il possessore spogliato deve dare la prova che egli era possessore prima dello spoglio, cioè che esercitava i poteri di fatto sulla cosa; che lo spoglio è stato compiuto dalla persona contro la quale l'azione è diretta e che è stato fatto violentemente od occultamente.
Lo spoglio è violento se è fatto contro la volontà del possessore, anche se non si ricorre alla violenza  ed è considerato occulto o clandestino se il possessore non è a conoscenza dello spoglio.
La reintegrazione deve essere richiesta entro un anno dallo spoglio.
La possibilità di reintegrazione è concessa  anche al detentore nell'interesse proprio, cioè a chi detiene avendo quale titolo della sua detenzione un diritto personale di godimento.

### Azione di manutenzione
La persona che viene disturbata, molestata nel suo possesso di un bene immobile o di un'universalità di mobili può ottenere che il giudice ordini a chi compie l'azione  di disturbo di cessarla immediatamente. La manutenzione deve essere chiesta entro un anno dalla molestia e presuppone che il molestato abbia il possesso sulla cosa da almeno un anno.